# Teoría de la dependencia
La teoría de la dependencia o enfoque de la dependencia es una teoría elaborada entre los años 1960 y 70, frente a la situación de estancamiento socioeconómico latinoamericano en el siglo XX, como una respuesta a la teoría de la industrialización de la Comisión Económica para América Latina y el Caribe (CEPAL) y a la teoría del desarrollo. La Teoría de la Dependencia utiliza la dualidad metrópoli-satélite para exponer que la economía mundial posee un diseño desigual y perjudicial para los países no desarrollados, a los que se les ha asignado un rol de subordinación de producción de materias primas con bajo valor agregado, en tanto que las decisiones fundamentales y los mayores beneficios se realizan en los países centrales, a los que se ha asignado la producción industrial de alto valor agregado.

## Premisas básicas
Los ejes principales sobre los que se rige esta propuesta son:
1. La existencia de relaciones desiguales de poder —en donde la subordinación no sólo está en la dimensión económica sino también el plano político y cultural—[5] determinan las relaciones comerciales y el desarrollo ampliado de la dependencia.
2. Las naciones pobres del sur proveen a las naciones ricas de sus recursos naturales, su mano de obra barata y un destino ideal para la tecnología obsoleta, situaciones sin las cuales estas últimas naciones no podrían mantener el nivel de vida al que están acostumbrados.
3. Las naciones ricas buscan perpetuar el estado de dependencia por múltiples razones y por motivos por demás obvios. Esta influencia no se limita a lo económico, sino que va más allá, llegando a lo político, mediático, educativo, cultural, deportivo y prácticamente cualquier aspecto que sea necesario para el desarrollo humano.
4. Las naciones ricas buscan eliminar cualquier intento de las naciones dependientes de resistir su influencia, mediante sanciones económicas o el uso de fuerza militar.

## Auge y esplendor de la teoría de la dependencia
La crisis de la década de 1930 fue uno de los contextos determinantes para la tesis de la teoría de la dependencia, según la cual el Estado debía asumir el papel principal de regular al mercado; mientras que en el mundo desarrollado la respuesta a esa crisis se expresó mediante el keynesianismo. En la década de 1950, desde la CEPAL, el argentino Raúl Prebisch fue quien instaló el debate en la intelectualidad latinoamericana con su idea de centro-periferia que buscaba explicar la modernidad periférica. La CEPAL, ubicada en Santiago de Chile, fue la sede de la teoría al albergar a los intelectuales más destacados de esa época en América Latina.
La irrupción de intelectuales como Enzo Faletto, Theotonio Dos Santos, Andre Gunder Frank, Ruy Mauro Marini, Celso Furtado, entre otros, le dio un dinamismo profundo a la teoría de la dependencia, marcando claramente la estrategia estatal (Industrialización por sustitución de importaciones o ISI) de los países más industrializados del sub-continente (Argentina, México y Brasil) en la que estos países cerraron sus mercados (fomentando el mercado interno y aplicando altas tasas a las importaciones) y promovieron la construcción de una burocracia que pudiera interactuar con las élites decimonónicas que de paso contribuía a la construcción de una clase media de peso que pudiera fomentar el dinamismo del mismo mercado interno.
A fines de los 60 un nuevo impulso redefinió las primeras ideas sobre la dependencia, responsabilizando a las propias élites latinoamericanas por el atraso de estos países. Así entonces, habría un factor interno y otro externo que producirían la situación de subdesarrollo. La solución nuevamente estaba en el énfasis del rol del Estado, quien debía tomar el control total de las políticas nacionales; entre éstas el control del dinamismo estacionario del capital, creación de empresas estratégicas con dirección y capital estatal y regulación bancaria.
Los sectores liberales criticaron la teoría.

## Pensamiento cepalino desde los años 80
Diseminados y en algunos casos perseguidos, hubo un nuevo giro en los proyectos, pues la industrialización se caía a pedazos. Los intelectuales chilenos del pensamiento de la dependencia comenzaron a escribir sobre las transformaciones chilenas, mientras que en otros países aún había intentos de resucitar el proyecto industrializador en manos del Estado, pero la pluma estaba cargada de un tinte crítico. Para una minoría radicalizada de estos intelectuales, la solución estaba en la relación con los movimientos sociales emergentes, para desde un grado cero intervenir la burocracia. En esta línea, donde destaca Samir Amin, se proyectaron hacia los años 1990 las revueltas civiles que se hicieron conocidas a fines de esa década en Latinoamérica (la generación del "que se vayan todos"), que puso el debate sobre la izquierdización del sub-continente.
Con la llegada de los años 1990 y la caída del Bloque Soviético, estos intelectuales tomaron diferentes rumbos. Mientras unos pocos se radicalizaron participando activamente en el desarrollo de las teorías antiglobalización (Theotonio Dos Santos, Samir Amin), otros trabajaron en el ámbito académico (Faletto, Marini) y otros reestructuraron sus ideas, como es el caso de Fernando Henrique Cardoso, quien llevó el neoliberalismo a Brasil bajo su presidencia.
Una parte de los autores de la Teoría de la Dependencia pasaron a integrar en sus análisis las Teorías del Sistema Mundial. Buscan de esta forma desarrollar una de la teoría de los ciclos sistémicos de acumulación que como una fase superior de la teoría de la dependencia con la retoma del trabajo ya iniciado en el CESO y que había sido destruido por la represión chilena. André Gunder Frank y Theotonio dos Santos combinan, de forma distinta, la idea de desarrollo a largo plazo del sistema mundial capitalista con los ciclos largos de Nikolai Kondratiev (olas largas o ciclos de Kondratiev) y los ciclos históricos de Fernand Braudel, aproximándose los dos de las Teorías del sistema mundial de Giovanni Arrighi, Samir Amin e Immanuel Wallerstein. Se resalta que una síntesis profunda y completa de esa integración teórica fue realizada por el principal teórico brasileño de la segunda generación de la Teoría Marxista de la Dependencia, Carlos Eduardo Martins, en su tesis doctoral después publicada en el libro Globalização, dependência e neoliberalismo na América Latina (São Paulo, Boitempo, 2011). En Brasil, hasta ahora, trabajará en esta perspectiva de integración de estas vertientes teóricas el Laboratorio de Estudios sobre Hegemonía y Contra-Hegemonía de la Universidad Federal de Río de Janeiro (LEHC / UFRJ), actualmente con sede en el Instituto de Relaciones Internacionales y Defensa (IRID).